# Liang Xiaojing
Dans ce nom chinois, le nom de famille, Liang, précède le nom personnel.
Liang Xiaojing (en chinois : 梁小静; née le 7 avril 1997 dans le xian de Huaiji, dans le Guangdong) est une athlète chinoise, spécialiste du sprint.

## Carrière
En 2014, alors âgée de 17 ans, Liang Xiaojing remporte le titre du 100 m des Jeux olympiques de la jeunesse en 11 s 65. Cette même année, elle glane deux médailles d'or aux championnats d'Asie juniors, sur 100 m et 4 x 100 m.
Le 2 février 2018, elle est sacrée championne d'Asie en salle à l'occasion des championnats d'Asie en salle en 7 s 20, record des championnats et record personnel. Elle devance la championne en titre kazakhe, Viktoriya Zyabkina, qui s'empare de l'argent en 7 s 39.
Le 26 août 2018, elle termine 5e des Jeux asiatiques de Jakarta sur 100 m en 11 s 42, record personnel. Quatre jours plus tard, avec le relais 4 x 100 m, elle remporte la médaille d'argent en 42 s 84, derrière le Bahreïn (42 s 73).

## Palmarès
| Date | Compétition                    | Lieu     | Résultat | Épreuve   | Temps         |
| ---- | ------------------------------ | -------- | -------- | --------- | ------------- |
| 2014 | Championnats d'Asie juniors    | Taipei   | 1re      | 100 m     | 11 s 58       |
| 2014 | Championnats d'Asie juniors    | Taipei   | 1re      | 4 x 100 m | 45 s 24       |
| 2014 | Jeux olympiques de la jeunesse | Nankin   | 1re      | 100 m     | 11 s 65       |
| 2015 | Relais mondiaux de l'IAAF      | Nassau   | 4e       | 4 × 200 m | 1 min 34 s 89 |
| 2017 | Relais mondiaux de l'IAAF      | Nassau   | 3e       | 4 x 100 m | 43 s 11       |
| 2017 | Relais mondiaux de l'IAAF      | Nassau   | 8e       | 4 × 200 m | 1 min 37 s 60 |
| 2018 | Championnats d'Asie en salle   | Téhéran  | 1re      | 60 m      | 7 s 20        |
| 2018 | Coupe du monde                 | Londres  | 3e       | 4 x 100 m | 42 s 94       |
| 2018 | Jeux asiatiques                | Jakarta  | 5e       | 100 m     | 11 s 42       |
| 2018 | Jeux asiatiques                | Jakarta  | 2e       | 4 x 100 m | 42 s 84       |
| 2018 | Coupe continentale             | Ostrava  | 3e       | 4 x 100 m | 42 s 93       |
| 2019 | Championnats d'Asie            | Doha     | 2e       | 100 m     | 11 s 28       |
| 2019 | Championnats d'Asie            | Doha     | 1re      | 4 x 100 m | 42 s 87       |
| 2019 | Relais mondiaux de l'IAAF      | Yokohama | 2e       | 4 x 200 m | 1 min 32 s 76 |
| 2019 | Championnats du monde          | Doha     | finale   | 4 x 100 m | DQ            |
| 2023 | Championnats d'Asie            | Bangkok  | 1re      | 4 × 100 m | 43 s 35       |

## Records
| Épreuve | Épreuve   | Temps   | Lieu                          | Date                                           |
| ------- | --------- | ------- | ----------------------------- | ---------------------------------------------- |
| 60 m    | En salle  | 7 s 20  | Xianling Téhéran Fayetteville | 27 février 2017 2 février 2018 14 février 2020 |
| 100 m   | Plein air | 11 s 13 | Berlin                        | 1er septembre 2019                             |
| 200 m   | Plein air | 22 s 93 | Shenyang                      | 3 août 2019                                    |
| 200 m   | En salle  | 23 s 99 | Pékin                         | 22 mars 2014                                   |